# Apsar
L'apsar (abkhaze : аҧсар, āpsār) est une monnaie de l'Abkhazie. Jusqu'à présent, seules des pièces de 1, 2, 10, 20, 25, 50 et 100 apsars et des billets de 500 apsars ont été émis. Bien que les pièces aient cours légal en République d'Abkhazie, leur utilisation est très limitée et elles sont principalement destinées aux collectionneurs. En Abkhazie, le rouble russe est utilisé dans la pratique. Les premières pièces d'apsar ont été introduites en 2008.

## Pièces
Le nom provient des Apsars, une tribu mentionnée dans les Chroniques géorgiennes qui a habité la région au Moyen Âge et qui serait les ancêtres du peuple abkhaze,.
La Banque d'Abkhazie (en) est responsable des pièces d'apsar et a jusqu'à présent émis deux séries : les « Personnalités remarquables d'Abkhazie », comprenant 6 pièces et « La guerre patriotique de la nation abkhaze 1992-1993 », avec 2 pièces. Parmi les personnes qui y ont figuré , on peut citer : 
- Vladislav Ardzinba, 1er président d'Abkhazie (1994–2005) ;
- Fazil Iskander, écrivain ;
- Dmitri Gulia, écrivain ,
- Samson Tchanba, écrivain et homme d'État ;
- Bagrat Shinkuba (en), écrivain et politicien ;
- Aleksandr Chachba (en), artiste.

Frappées par la Monnaie de Moscou, les pièces de 10 et 100 apsar sont en argent ; les pièces de 25 et 50 apsar sont en or. Le nombre de pièces produites est faible : 2 000 pièces d'argent sont frappées et 1 000 pièces d'or.

## Séries

### Pièces commémoratives 2008 du15eanniversaire de la victoire abkhaze dans la guerre de 1992-93
|                                        | Vladislav Ardzinba et l'État abkhaze   |                                  |                                    |
| Créateur : B. R. Japua, V. M. Erokhin  | Créateur : B. R. Japua, V. M. Erokhin  | Monnaie : Monnaie de Moscou (en) | Monnaie : Monnaie de Moscou (en)   |
| Valeur : 10 apsars                     | Alliage : Argent 92,5 %                | Quantité : 2 000                 | Qualité : belle épreuve            |
| émission : 26 septembre 2008           | Diamètre : 39 mm                       | Épaisseur : 3,30 mm              | Poids : 33,94 g                    |
|                                        | Vladislav Ardzinba et l'État abkhaze   |                                  |                                    |
| Créateurs : B. R. Japua, V. M. Erokhin | Créateurs : B. R. Japua, V. M. Erokhin | Monnaie : Monnaie de Moscou (en) | Monnaie : Monnaie de Moscou (en)   |
| Valeur : 50 apsars                     | Alliage : Or 99,9 %                    | Quantité : 1 000                 | Qualité : belle épreuve            |
| émission : 26 septembre 2008           | Diamètre : 39 mm                       | Épaisseur : 1,7 mm               | Poids : 15,72 g                    |
|                                        | Victoire                               |                                  |                                    |
| Créateur : B. R. Japua, V. M. Erokhin  | Créateur : B. R. Japua, V. M. Erokhin  | Monnaie : Monnaie de Moscou (en) | Monnaie : Monnaie de Moscou (en)   |
| Valeur : 10 apsars                     | Alliage : Argent 92,5 %, Or 99,9 %     | Quantité : 2 000                 | Qualité : belle épreuve,           |
| émission : 26 septembre 2008           | Diamètre : 39 mm                       | Épaisseur : 3,30 mm              | Poids : 33,94 g                    |
|                                        | Victoire                               |                                  |                                    |
| Créateurs : B. R. Japua, V. M. Erokhin | Créateurs : B. R. Japua, V. M. Erokhin | Monnaie : Monnaie de Moscou (en) | Monnaie : Monnaie de Moscou (en)   |
| Valeur : 50 apsars                     | Alliage : Or 99,9 %                    | Quantité : 1 000                 | Qualité : belle épreuve, Antiproof |
| émission : 26 septembre 2008           | Diamètre : 39 mm                       | Épaisseur : 1,7 mm               | Poids : 15,72 g                    |

### 2009

#### Pièces commémoratives des écrivains abkhazes
|                                        | (80e anniversaire de) Fazil Iskander   |                                 |                                 |
| Créateur: B. R. Japua                  | Créateur: B. R. Japua                  | Monnaie: Monnaie de Moscou (en) | Monnaie: Monnaie de Moscou (en) |
| Valeur: 10 apsars                      | Alliage: Argent 92,5 %                 | Quantité: 2 000                 | Qualité: belle épreuve          |
| Émission: 6 mai 2009                   | Diamètre: 39 mm                        | Épaisseur: 3,3 mm               | Poids: 33,94 g                  |
|                                        | Dmitri Goulia                          |                                 |                                 |
| Créateurs: T. D. Kaitan, V. M. Erokhin | Créateurs: T. D. Kaitan, V. M. Erokhin | Monnaie: Monnaie de Moscou (en) | Monnaie: Monnaie de Moscou (en) |
| Valeur: 10 apsars                      | Alliage: Argent 92,5 %                 | Quantité: 1 000                 | Qualité: belle épreuve          |
| Émission: 29 juin 2009                 | Diamètre: 39 mm                        | Épaisseur: 3,3 mm               | Poids: 33,94 g                  |
|                                        | Samson Tchanba                         |                                 |                                 |
| Créateurs: B. R. Japua, V. M. Erokhin  | Créateurs: B. R. Japua, V. M. Erokhin  | Monnaie: Monnaie de Moscou (en) | Monnaie: Monnaie de Moscou (en) |
| Valeur: 10 apsars                      | Alliage: Argent 92,5 %                 | Quantité: 1 000                 | Qualité: belle épreuve          |
| Émission: 29 juin 2009                 | Diamètre: 39 mm                        | Épaisseur: 3,3 mm               | Poids: 33,94 g                  |
|                                        | Bagrat Shinkuba (en)                   |                                 |                                 |
| Créateurs: R. T. Gablia, V. M. Erokhin | Créateurs: R. T. Gablia, V. M. Erokhin | Monnaie: Monnaie de Moscou (en) | Monnaie: Monnaie de Moscou (en) |
| Valeur: 10 apsars                      | Alliage: Argent 92,5 %                 | Quantité: 1 000                 | Qualité: belle épreuve          |
| Émission: 29 juin 2009                 | Diamètre: 39 mm                        | Épaisseur: 3,3 mm               | Poids: 33,94 g                  |
|                                        | Aleksandr Chachba (en)                 |                                 |                                 |
| Créateurs: B. R. Japua                 | Créateurs: B. R. Japua                 | Monnaie: Monnaie de Moscou (en) | Monnaie: Monnaie de Moscou (en) |
| Valeur: 10 apsars                      | Alliage: Argent 92,5 %                 | Quantité: 1 000                 | Qualité: belle épreuve          |
| Émission: 16 novembre 2009             | Diamètre: 39 mm                        | Épaisseur: 3,3 mm               | Poids: 33,94 g                  |

#### Commemorative Nart coin
|                                        | Épopée narte                           |                                 |                                  |
| Créateurs: R. T. Gablia, V. M. Erokhin | Créateurs: R. T. Gablia, V. M. Erokhin | Monnaie: Monnaie de Moscou (en) | Monnaie: Monnaie de Moscou (en)  |
| Valeur: 25 apsars                      | Alliage: Or 99 %                       | Quantité: 1 000                 | Qualité: non mise en circulation |
| Émission: 16 novembre 2009             | Diamètre: 22,6 mm                      | Épaisseur:                      | Poids:                           |

### Pièces commémoratives des monuments historiques d'Abkhazie de 2010
|                           | Cathédrale Sainte-Marie de Bediysky    |                                 |                                 |
| Créateurs: Japua B.R      | Créateurs: Japua B.R                   | Monnaie: Monnaie de Moscou (en) | Monnaie: Monnaie de Moscou (en) |
| Valeur: 10 apsars         | Alliage:                               | Quantité:                       | Qualité:                        |
| Émission: 6 décembre 2010 | Diamètre: 39 mm                        | Épaisseur: 2 mm                 | Poids: 33,94 g                  |
|                           | Église de Saint-Simon le Cananéen      |                                 |                                 |
| Créateurs: Japua B.R      | Créateurs: Japua B.R                   | Monnaie: Monnaie de Moscou (en) | Monnaie: Monnaie de Moscou (en) |
| Valeur: 10 apsars         | Alliage:                               | Quantité:                       | Qualité:                        |
| Émission: 6 décembre 2010 | Diamètre: 39 mm                        | Épaisseur: 3,3 mm               | Poids: 33,94 g                  |
|                           | Cathédrale Pitsundsky de Saint-André   |                                 |                                 |
| Créateurs: Japua B.R      | Créateurs: Japua B.R                   | Monnaie: Monnaie de Moscou (en) | Monnaie: Monnaie de Moscou (en) |
| Valeur: 10 apsars         | Alliage:                               | Quantité:                       | Qualité:                        |
| Émission: 6 décembre 2010 | Diamètre: 39 mm                        | Épaisseur: 3,3 mm               | Poids: 33,94 g                  |
|                           | Cathédrale de l'Assomption de Mykusky  |                                 |                                 |
| Créateurs: Japua B.R      | Créateurs: Japua B.R                   | Monnaie: Monnaie de Moscou (en) | Monnaie: Monnaie de Moscou (en) |
| Valeur: 10 apsars         | Alliage:                               | Quantité:                       | Qualité:                        |
| Émission: 6 décembre 2010 | Diamètre: 39 mm                        | Épaisseur: 3,3 mm               | Poids: 33,94 g                  |
|                           | Église de l'Assomption de Lyhnensky    |                                 |                                 |
| Créateurs: Japua B.R      | Créateurs: Japua B.R                   | Monnaie: Monnaie de Moscou (en) | Monnaie: Monnaie de Moscou (en) |
| Valeur: 10 apsars         | Alliage:                               | Quantité:                       | Qualité:                        |
| Émission: 6 décembre 2010 | Diamètre: 39 mm                        | Épaisseur: 3,3 mm               | Poids: 33,94 g                  |
|                           | Église St. George d'Elysrsky           |                                 |                                 |
| Créateurs: Japua B.R      | Créateurs: Japua B.R                   | Monnaie: Monnaie de Moscou (en) | Monnaie: Monnaie de Moscou (en) |
| Valeur: 10 apsars         | Alliage:                               | Quantité:                       | Qualité:                        |
| Émission: 6 décembre 2010 | Diamètre: 39 mm                        | Épaisseur: 3,3 mm               | Poids: 33,94 g                  |
|                           | Cathédrale de l'Assomption de Drandsky |                                 |                                 |
| Créateurs: Japua B.R      | Créateurs: Japua B.R                   | Monnaie: Monnaie de Moscou (en) | Monnaie: Monnaie de Moscou (en) |
| Valeur: 10 apsars         | Alliage:                               | Quantité:                       | Qualité:                        |
| Émission: 6 décembre 2010 | Diamètre: 39 mm                        | Épaisseur: 3,3 mm               | Poids: 33,94 g                  |

### 2011

#### Pièce commémorative du Championnat du monde de dominos 2011
|                             | Championnats du monde de dominos |                                       |                                       |
| Créateurs: Japua B.R.       | Créateurs: Japua B.R.            | Monnaie: Monnaie de Saint-Pétersbourg | Monnaie: Monnaie de Saint-Pétersbourg |
| Valeur: 10 apsars           | Alliage: Or 92,5 %               | Quantité: Uncirculated                | Qualité: Uncirculated                 |
| Émission: 12 septembre 2011 | Diamètre: 39 mm                  | Épaisseur:                            | Poids:                                |

#### Monnaies commémoratives des monuments historiques d'Abkhazie 2011
|                           | Église de Saint-Simon le Cananéen |                                 |                                 |
| Créateurs: Japua B.R      | Créateurs: Japua B.R              | Monnaie: Monnaie de Moscou (en) | Monnaie: Monnaie de Moscou (en) |
| Valeur: 10 apsars         | Alliage:                          | Quantité:                       | Qualité:                        |
| Émission: 15 février 2012 | Diamètre: 39 mm                   | Épaisseur: 3,3 mm               | Poids: 33,94 g                  |

### Monnaies commémoratives de 2012 Monuments historiques d'Abkhazie
|                           | Cathédrale de Myku                 |                                 |                                 |
| Créateurs: Japua B.R      | Créateurs: Japua B.R               | Monnaie: Monnaie de Moscou (en) | Monnaie: Monnaie de Moscou (en) |
| Valeur: 10 apsars         | Alliage:                           | Quantité:                       | Qualité:                        |
| Émission: 15 février 2012 | Diamètre: 39 mm                    | Épaisseur: 3,3 mm               | Poids: 33,94 g                  |
|                           | Cathédrale patriarcale de Pitsunda |                                 |                                 |
| Créateurs: Japua B.R      | Créateurs: Japua B.R               | Monnaie: Monnaie de Moscou (en) | Monnaie: Monnaie de Moscou (en) |
| Valeur: 10 apsars         | Alliage:                           | Quantité:                       | Qualité:                        |
| Émission: 15 février 2012 | Diamètre: 39 mm                    | Épaisseur: 3,3 mm               | Poids: 33,94 g                  |
|                           | La Сathédrale de la Mère de Dieu   |                                 |                                 |
| Créateurs: Japua B.R      | Créateurs: Japua B.R               | Monnaie: Monnaie de Moscou (en) | Monnaie: Monnaie de Moscou (en) |
| Valeur: 10 apsars         | Alliage:                           | Quantité:                       | Qualité:                        |
| Émission: 15 février 2012 | Diamètre: 39 mm                    | Épaisseur: 3,3 mm               | Poids: 33,94 g                  |
|                           | Église Saint-Georges à Ilori       |                                 |                                 |
| Créateurs: Japua B.R      | Créateurs: Japua B.R               | Monnaie: Monnaie de Moscou (en) | Monnaie: Monnaie de Moscou (en) |
| Valeur: 10 apsars         | Alliage:                           | Quantité:                       | Qualité:                        |
| Émission: 15 février 2012 | Diamètre: 39 mm                    | Épaisseur: 3,3 mm               | Poids: 33,94 g                  |
|                           | Cathédrale de Dranda               |                                 |                                 |
| Créateurs: Japua B.R      | Créateurs: Japua B.R               | Monnaie: Monnaie de Moscou (en) | Monnaie: Monnaie de Moscou (en) |
| Valeur: 10 apsars         | Alliage:                           | Quantité:                       | Qualité:                        |
| Émission: 15 février 2012 | Diamètre: 39 mm                    | Épaisseur: 3,3 mm               | Poids: 33,94 g                  |
|                           | Cathédrale de Lykhny               |                                 |                                 |
| Créateurs: Japua B.R      | Créateurs: Japua B.R               | Monnaie: Monnaie de Moscou (en) | Monnaie: Monnaie de Moscou (en) |
| Valeur: 10 apsars         | Alliage:                           | Quantité:                       | Qualité:                        |
| Émission: 15 février 2012 | Diamètre: 39 mm                    | Épaisseur: 3,3 mm               | Poids: 33,94 g                  |

### Billets de banque
Le 29 septembre 2018, la Banque nationale de la République d'Abkhazie a émis son premier billet de 500 apsars, en commémoration du 25e anniversaire de la victoire dans la guerre patriotique du peuple d'Abkhazie et de son premier président, Vladislav Ardzinba. 10 000 billets ont été imprimés, mais n'ont pas été mis en circulation.
| Billets de l'apsar abkhaze | Billets de l'apsar abkhaze | Billets de l'apsar abkhaze | Billets de l'apsar abkhaze | Billets de l'apsar abkhaze | Billets de l'apsar abkhaze    | Billets de l'apsar abkhaze |
| Image                      | Image                      | Valeur                     | Couleur principale         | Description | Description                   | Date d'émission            |
| Avers                      | Revers                     | Valeur                     | Couleur principale         | Avers | Revers                        | Date d'émission            |
| -------------------------- | -------------------------- | -------------------------- | -------------------------- | --- | ----------------------------- | -------------------------- |
|                            |                            | 500 apsars                 | Or et brun clair           | Armoiries de l'Abkhazie, soldats des forces armées abkhazes brandissant la bannière de la victoire, premier président de l'Abkhazie Vladislav Ardzinba | Armoiries et carte d'Abkhazie | 2018                       |